# Clear Creek, Minnesota
Xã Clear Creek (tiếng Anh: Clear Creek Township) là một xã thuộc quận Carlton, tiểu bang Minnesota, Hoa Kỳ. Năm 2010, dân số của xã này là 160 người.